# شهرستان همیلتون (نیویورک)
شهرستان همیلتون (به انگلیسی: Hamilton County) واقع در ایالت نیویورک است. جمعیت این شهرستان بر اساس سرشماری سال ۲۰۱۰ آمریکا ۶۰۰۷۹ نفر گزارش شده‌است. مرکز شهرستان همیلتون شهر لیک پلیزنت است.این شهرستان در سال ۱۸۱۶ بنیانگذاری شده و به افتخار الکساندر همیلتون تنها فردی از ایالت نیویورک که قانون اساسی ایالات متحده را امضا نموده و اولین وزیر خزانه داری ایالات متحده نیز بوده‌است همیلتون نام گرفته‌است.